# Qadrius quietus
Qadrius quietus es una especie de coleóptero de la familia Anthicidae.

## Distribución geográfica
Habita en Arizona y Nuevo México en (Estados Unidos).